# Juan Díaz de Garayo
Juan Díaz de Garayo Ruiz de Argandoña, conocido como El Sacamantecas (Eguílaz, 17 de octubre de 1821-Vitoria, 11 de mayo de 1881), fue un violador y asesino en serie español que vivió y cometió sus crímenes en Vitoria. Está considerado como una de las representaciones reales del Sacamantecas.

## Biografía

### Infancia y primeros matrimonios
Juan Díaz de Garayo Ruiz de Argandoña nació en Eguílaz, pueblo situado a corta distancia de la villa de Salvatierra, provincia de Álava, el día 17 de octubre de 1821. Sus padres, que se dedicaban a la labranza y tuvieron un total de nueve hijos, no pudieron encomendarles ni en su niñez ni en su juventud instrucción alguna; de hecho, era analfabeto. A los catorce años, en plena guerra civil carlista, Díaz de Garayo fue enviado por su padre a servir a los pueblos inmediatos de Salvatierra, Alaiza, Ocáriz, Izarza, Añua y Alegría, donde se ocupó de las tareas de labrador, pastor y carbonero. Becerro de Bengoa, en el retrato que esboza de él en el folleto titulado El Sacamantecas, asegura que observó «siempre intachable conducta».
Llevaba ya siete años en la villa de Alegría, sirviendo en casa de un herrero, cuando en 1850 una amiga suya le hizo saber que tenía en Vitoria una hermana viuda labradora, de nombre Antonia López de Berrosteguieta, que llevaba en arriendo algunas tierras y útiles de labranza y a la que la viudez le había dejado en una situación complicada. Con carta de recomendación de su amiga, Díaz de Garayo entró en casa de la viuda como criado. Acabó por casar en Vitoria con la mujer, a la que apodaban la Zurrumbona, y de ella adoptó el mote de Zurrumbón. Desde aquella época hasta 1863, en que su esposa falleció, vivió en concordia, con cinco hijos en un periodo de trece años; de ellos, sobrevivieron tres: Cándido, Josefa y Tomás.
Asegura Becerro de Bengoa que, una vez muerta su esposa y teniendo Garayo que ocuparse de las labores del campo, «empezó á reinar el abandono en su casa, y á perderse poco á poco la educacion de sus hijos». Con la idea de subsanar estos problemas, se casó en segundas nupcias con Juana Salazar en 1864. El matrimonio no funcionó y sumió a la nueva esposa en constantes enfrentamientos con sus hijastros. Becerro de Bengoa describe la situación con las siguientes palabras:

«Era su nueva mujer de carácter áspero y de violento genio con los que, en vez de asegurar la paz en la casa, la disipó; entablándose entre ella y sus hijastros constantes reyertas; arraigándose los ódios y dando lugar á que aquellos huyeran de su casa, colocándose como criado el mayor y haciéndose vagabundos y pordioseros los menores. Fuera de la casa los hijos, sin amparo ni guia, se vieron envueltos en las tristes consecuencias que trae la vida de la miseria y del abandono. Garayo movido por sus sentimientos de padre, alguna vez volvió á recoger á los dos menores, pero estos ante la repulsion que sentian hácia su madrastra, y alentados por las novedades de la vida libre, no se detuvieron muchas horas en el hogar paterno»
Becerro de Bengoa, sobre la relación de Díaz de Garayo con su segunda esposa

En 1870 o 1871, Salazar, que había sufrido una enfermedad variolosa, murió de repente, cuando se hallaba ya en convalecencia. Fue alrededor de esa época cuando Díaz de Garayo cometió su primer asesinato.

### Los asesinatos
El primer asesinato lo cometió el 2 de abril de 1870, poco después de haber enviudado. A la caída de la tarde, salió de la ciudad por el portal del Rey, en dirección a los términos del Polvorín por la carretera de Navarra, en compañía de una joven prostituta. Siguieron el curso arriba del arroyo llamado Recachiqui, que entonces corría por la cuenca que forman los altos de Judimendi y Santa Lucía. Al hallarse a bastante distancia de la carretera, se sentaron en una hondonada de la orilla. «Garayo sacó despues tres reales del bolsillo y se los entregó a la M., la cual al verlos empezó a increparle, porque era muy corta la cantidad», asegura Becerro de Bengoa, que relata que a continuación se desató una disputa: el labrador le ofreció un real más, pero ella aseguraba que debían ser cinco. Becerro de Bengoa, que basa su relato en los datos que se recogieron durante el posterior procesamiento, relata así aquel primer asesinato:

«Sucediéronse las palabras duras de una á otra parte y entónces Garayo arrojándose sobre la M. la derribó en tierra, la sujetó fuertemente, impidiéndole que gritara, la oprimió la garganta con las manos hasta dejarla medio estrangulada, y para acabarla de matar sumergió su cabeza en un pequeño remanso de agua, que hacía el arroyo, y que tenía pié y medio de profundidad, sujetándola con las manos y sosteniéndola en tal posicion con una rodilla sobre las espaldas, hasta que observó que habia muerto. El furioso asesino la desnudó despues de todas sus ropas, la estendió boca arriba sobre el arroyo, la contempló algun tiempo y, arrojando despues los vestidos sobre ella, huyó hacia la ciudad, cuando ya las sombras de la noche habian cubierto casi por completo el horizonte»
Becerro de Bengoa, en El Sacamantecas

A la mañana siguiente, un criado de una casa de Vitoria que caminaba por las orillas del Recachiqui, recogiendo flores y plantas medicinales, descubrió el cadáver medio sumergido en el agua. Con un joven que paseaba por la zona, se dirigió de inmediato a Vitoria a dar parte a la autoridad: acudió el juzgado, se levantó el cadáver y se procedió a la apertura de diligencias. Se identificó a la asesinada y se supo que su marido cumplía entonces condena en presidio. No habiendo más datos, no se indagó más y se archivó la causa.
En los nueve años que median entre 1870 y 1879, violó y asesinó al menos a seis mujeres, tres de ellas prostitutas, de edades comprendidas entre los 13 y los 55 años. Sus primeras víctimas fueron prostitutas a las que estranguló, al parecer por pedirle demasiado dinero tras mantener relaciones sexuales. En 1872 mató a una criada de tan sólo 13 años a la que estranguló, violó y remató. Ese crimen conmocionó a Vitoria, y cuando sólo ocho días después, volvió a asesinar a una prostituta a la que violó, asfixió y abrió en canal para sacar sus vísceras, cundió el pánico en la ciudad. 
En agosto de 1873, habiendo transcurrido un año desde el crimen de la Zumaquera, condujo a las inmediaciones del Polvorín, cerca del arroyo de Recachiqui, a una joven prostituta, con la que se repitió la escena. «Garayo la entregaba poco dinero y en la lucha entablada, pudo la muchacha gritar, mientras aquel la agarraba del cuello, y dar lugar á que á los gritos acudieran algunos soldados de la guardia del Polvorin, ante cuya presencia, el criminal emprendió la fuga», narra Becerro de Bengoa. Otro año después, en junio de 1874, caminaba en solitario por el camino de la Zumaquera cuando dio con una mujer anciana y enferma que vivía implorando caridad, y, al aproximarse a ella y sin mediar palabra, le echó las manos al cuello e intentó derribarla, pero, resistente la mujer, que empezó a defenderse y dar voces, consiguió alertar a otras dos mujeres, que acudieron en su auxilio y espantaron a Garayo, que huyó.
Habiendo contraído matrimonio por tercera vez en 1872, con Agustina Ruiz de Loizaga, enviudó de nuevo en 1876, en una muerte que, según Becerro de Bengoa, estuvo «al parecer envuelta en el misterio». Un mes más tarde, Garayo contrajo nuevo matrimonio con una viuda de avanzada edad, llamada Juana Ibisate, y, de acuerdo con lo escrito por Becerro de Bengoa, «vivió algun tiempo con ella en pasagera paz, bien pronto interrumpida por contínuas discordias, hondas y mútuas recriminaciones y completo desarreglo doméstico».

### Captura y ejecución
Se le imputaron varios ataques que no pudo consumar, pero que no llegaron a ser relacionados con los asesinatos. El 1 de noviembre de 1878, Díaz de Garayo se encontraba en un molino de las cercanías de Vitoria, donde la molinera, Ángela López de Armentia, no estaba acompañada. Entró él en la habitación y, tras intercambiar algunas palabras indiferentes, se abalanzó sobre ella y le echó las manos al cuello para estrangularla. La escena, según Becerro de Bengoa, continuó como sigue:

«Trabóse desesperada lucha entre ellos, cayendo ambos al suelo pero con tal fortuna para la molinera, que al dar con una grada que habia cerca de la puerta, y al rodar sobre ella, quedó Garayo debajo, soltándola entónces, levantándose y huyendo ante los gritos de la mujer, á pesar de estar en aquel momento completamente escitado por sus pasiones y dispuesto á repetir sus horrendos crímenes. Pudo en él mucho más el temor que la lujuria y más tambien el deseo de no ser descubierto que la salvaje tendencia erótico-homicida y se separó velozmente del molino y de sus inmediaciones»
Becerro de Bengoa, en El Sacamantecas

Habiendo dado cuenta la molinera de lo sucedido a las autoridades, Díaz de Garayo fue apresado y se puso en marcha un proceso contra él. «Mostróse durante la prision grave, reservado, indiferente, sin temor alguno que le privase del apetito ni del sueño, sufrió la condena de dos meses de prision que le fué impuesta y salió de ella tan sereno, é inofensivo al parecer, dispuesto á trabajar en sus habituales ocupaciones y á continuar su vida oscura y ordinaria», relata Becerro de Bengoa, que asegura que tuvo «la habilidad suficiente para no dejar entrever en sus declaraciones, en sus palabras ni en sus relaciones nada que pudiera descubrir que fuese él el autor de los otros espantosos delitos, que, en vano, perseguia la justicia».
Tras cuatro o cinco meses encarcelado, el 25 de agosto, cuando vagaba por las inmediaciones de la ciudad, se adentró por la carretera de Castilla, hasta llegar al término medio del trayecto entre los pueblos de Gomecha y Aríñez, donde encontró a una mendiga anciana, con la que entabló conversación. Y así debió de continuar el encuentro según lo recabado por Becerro de Bengoa:

«Cuando así caminaban ambos entretenidos, Garayo la ofreció una limosna, y mientras la sacaba del bolsillo, recorrió con la vista todos los alrededores, vió que no habia gente y cogiéndola con fuerza de los brazos trató de sacarla fuera de la carretera. En la lucha ocasionada con este motivo, cayó la anciana al suelo, dándose en la cabeza un fuerte golpe contra una piedra, que la produjo una herida con abundante derrame de sangre. Al lanzarse entónces Garayo sobre ella, le dio la mendiga tan terrible puntapié en el bajo vientre, que le hizo caer para atrás, casi sin sentido, en cuyo instante la animosa mujer se levantó y huyó gritando hacia Vitoria»
Becerro de Bengoa, en El Sacamantecas

Díaz de Garayo, según el relato de Becerro de Bengoa, la siguió desde cierta distancia y, una vez de vuelta en Vitoria, marchó a casa y dispuso los medios necesarios para que la agredida no divulgase el hecho y para que a él no se le persiguiera. Forjó ante su esposa una relación de lo sucedido, asegurando que había herido sin querer a la anciana, cuyo nombre y domicilio indicó, y le encargó que se presentase donde ella y le instara a no dar paso alguno contra él. No sin resistirse, la anciana accedió a una indemnización amistosa de veinte pesetas. Mientras se desarrollaban estas negociaciones, Díaz de Garayo marchó a Vizcaya, a buscar trabajo en las minas de Somorrostro. Cuando la mendiga convino definitivamente en conformarse, regresó a Vitoria.
Llegaba a la ciudad por la carretera de Amurrio, Altuve y Murguía, villa en la que almorzó el 7 de septiembre. A las once y media de la mañana, emprendió su camino hacia Vitoria y al poco tiempo avistó en la carretera a una mujer que caminaba delante de él en la misma dirección; aceleró el paso, la alcanzó, la saludó y entabló conversación con ella. Lo relata Becerro de Bengoa:

«La interpelada era una jóven de veinticinco años, alta, agraciada y robusta, llamada D. C. y natural del pueblo de Záitegui. Contestó ella que era soltera y que habia estado algun tiempo sirviendo en la Ciudad. Siguieron ambos hablando algun tiempo y al llegar á un lugar solitario del camino, en la cuesta de Záitegui, Garayo se detuvo un momento, dejó avanzar á la D. la cogió por ambos brazos, sujetándola fuertemente, la abrazó y arrastró por una senda inmediata, hasta un lugar retirado y atándola al cuello un pañuelo que la jóven llevaba, la oprimió con violencia despues de derribarla, mientras la exponia con ánsia sus infames deseos, ofreciéndola dinero, prometiéndola absoluta reserva y amenazándola fueriosamente despues. Resistióse con varonil decision la joven, haciendo desesperados esfuerzos por desasirse de las garras del hercúleo asesino, y este entónces, sacando una navaja la infirió graves heridas en el pecho, tratanto de violarla en su agonía. Volvió de nuevo á su repugnante faena lastimándola más y más y la remató al fin causándola nuevas heridas en el vientre»
Becerro de Bengoa, en El Sacamantecas

Cuando en 1879 volvió a ver una sádica oportunidad, el desenlace fue diferente. Aunque repitió sus viejos patrones y asesinó, violó y mutiló primero a una mujer de 25 años y luego a otra de 52, varios testigos ya le situaron por la zona, y fue apresado el 21 de septiembre de 1880 por el alguacil municipal Pío Jesús Fernández de Pinedo que asoció las descripciones de los testigos de los dos últimos crímenes con la del asaltante de la molinera.
Durante su prisión aprendió a leer y a escribir y murió por garrote vil al año siguiente, el 11 de mayo de 1881. La ejecución tuvo lugar en el  Polvorín Viejo de Vitoria.
Se hizo famoso por sus crímenes en toda España, y al ser un Sacamantecas real, su historia servía para asustar a los niños.

## Elsacamantecasen la literatura
En la novela La familia de Errotacho, Pío Baroja afirma erróneamente que Gregorio Mayoral Sendino estrena su carrera como verdugo con la ejecución de Díaz de Garayo, si bien el verdugo burgalés no comenzó a actuar hasta más de una década después.
En la novela Cuerda de presos, Tomás Salvador narra el traslado del "Sacamantecas" desde León, donde fue capturado, hasta Vitoria, donde estaba reclamado para ser juzgado. La conducción del preso por una pareja de guardias civiles se efectuó a pie hasta Pancorbo (Burgos) y desde allí continuaron viaje en tren. La novela obtuvo el premio nacional de literatura. Pedro Lazaga la llevó al cine, con el mismo título, en 1956.
En 1985 Fabiola Maqueda Abreu publica Garayo, el Sacamantecas vitoriano.
En 2014, los crímenes e historia de Díaz de Garayo son el trasfondo de la novela de Ibón Martín El faro del silencio
En 2017 Jesús del Val en El Sacamantecas narra la vida de Díaz de Garayo desde su infancia hasta su ejecución. 
En la novela Locos que no lo parecen, Julio Corral resume en los tres viajes que realizó el doctor José María Esquerdo a Vitoria para entrevistarse con Garayo. El autor asegura que para la realización de este libro utilizó exclusivamente documentación de la época, y que por primera vez se narran algunos datos inéditos, como por ejemplo, el nombre de todas las víctimas de este asesino en serie.
También aparece en la novela de ficción Histórica 'La sed de almas de Belial', de José Ramón Piñeiro.